# Flyktinggruppernas riksråd
Flyktinggruppernas riksråd (FARR), tidigare Flyktinggruppernas och asylkommittéernas riksråd, är en ideell förening i Sverige som bildades 1988. FARR är en paraplyorganisation för enskilda och grupper som arbetar för att stärka asylrätten. I nätverket finns ungefär 50 medlemsorganisationer. FARR och medlemsorganisationerna arbetar för flyktingars rätt till skydd i Sverige, företräder deras sak gentemot svenska myndigheter, bevakar hur lagen tillämpas och vad lagstiftningen och dess förändringar får för konsekvenser, fungerar som remissinstans för lagförslag och statliga utredningar samt sprider information till allmänheten. 
Föreningens ordförande är 2022 Terje Holmgren.